# Lingua lingala
La lingua lingala o mangala è una lingua bantu parlata nella Repubblica Democratica del Congo.
Al 2022, è parlata da 69,3 milioni di parlanti totali

## Distribuzione geografica
La lingua lingala è parlata dai batu ya mangala o meglio bangala, una popolazione bantu situata nel nord-ovest della Repubblica Democratica del Congo, di specifico nella provincia dell'Equatore, i cui abitanti sono ancora oggi chiamati "Bangala" popolazione quasi completamente scomparsa.
Oggi il lingala è una lingua franca (o lingua commerciale) parlata nella parte nord-occidentale della Repubblica Democratica del Congo (Congo-Kinshasa) ed in gran parte della Repubblica del Congo (Congo-Brazzaville), oltre che in alcune province dell'Angola, della Repubblica Centrafricana e del Sudan del sud.
È parlata da più di 30 milioni di persone come seconda lingua. La lingua nativa della maggior parte di esse è un'altra lingua bantu. Il lingala è usato soprattutto come lingua di scambio, di trattativa comunemente detto "schida"; tuttavia, nei maggiori centri urbani, vi sono diversi parlanti nativi.

## Classificazione
Secondo Ethnologue, la classificazione della lingua lingala è la seguente:
- Lingue niger-kordofaniane
  - Lingue congo-atlantiche
    - Lingue volta-congo
      - Lingue benue-congo
        - Lingue bantoidi
          - Lingue bantoidi meridionali
            - Lingue bantu
              - Lingue bantu nordoccidentali
                - Lingue bantu C
                  - Lingue bangi-ntomba (C36)
                    - Lingua lingala

## Fonologia
Dei toni caratteristici delle lingue tonali, a cui appartengono le lingue bantu, ne ha mantenuti solo due: il basso e l'alto. Diversi parlanti sostituiscono il tono alto con l'accento.

## Grammatica
La lingua è stata normalizzata molto tempo fa dai Congolesi, codificandone una forma scritta o letteraria, ma coloro che lo parlano fluentemente hanno ancora qualche difficoltà nel capire il lingala letterario.
La tipologia linguistica è Soggetto Verbo Oggetto.

## Sistema di scrittura
La lingua lingala è scritta in alfabeto latino.